# Michel-Louis Guérard des Lauriers
Michel-Louis Guérard des Lauriers, O.P., (Suresnes, Francia, 25 de octubre de 1898 - Cosne-sur-Loire, Francia, 27 de febrero de 1988) fue un obispo, fraile dominico, catedrático, matemático, filósofo y teólogo francés. Fue miembro de la Société Mathématique de Francia. Fue el creador del sedeprivacionismo.

## Biografía
Nació en Suresnes (Francia) en 1898. Hizo sus primeros estudios en la escuela pública de Suresnes, donde destacó por su gran inteligencia y aplicación a los estudios. En 1917 fue movilizado en el contexto de la Primera Guerra Mundial, permaneciendo en el ejército francés hasta 1919. 

### Formación
En 1920 fue admitido en la École Polytechnique, donde permanecerá sólo un curso, pues en 1921 pasa a la École Normale Supérieure, institución que forma a la élite de la investigación científica francesa. En 1924 obtuvo la cátedra de Matemáticas. Recibió una beca para continuar sus estudios en Roma con el matemático Levi-Civita (1925-1926). Fue durante esta estancia en Roma cuando descubrió su vocación. 
Ingresó en la Orden de Predicadores en el noviciado de Amiens en septiembre de 1926, tomando el hábito el día 23 del mismo mes. Un año después, en septiembre de 1927, hizo la profesión solemne. Fue enviado a cursar sus estudios de Letras clásicas, Humanidades, Filosofía y Teología en el Studium generale de Le Saulchoir (Bélgica). Fue ordenado sacerdote el 29 de julio de 1931. Un año antes, en 1930, había sido nombrado miembro de la Société Mathématique de Francia. En marzo de 1933 obtuvo el título de Lector (el doctorado en la Orden de Predicadores).

### Vida docente
De 1932 a 1939 fue profesor de Cálculo diferencial e integral en la Facultad de Lille. De 1933 a 1938 fue profesor de Filosofía en Le Saulchoir -de Bélgica-, impartiendo las asignaturas de Epistemología y de Filosofía de las Ciencias. Entre 1938 y 1939 el Studium generale de Le Saulchoir se traslada de Bélgica a Francia, conservando el nombre. Guérard des Lauriers se traslada también y se hace cargo de las mismas asignaturas durante el curso 1938-1939. Ese año, con el estallido de la Segunda Guerra Mundial, es llamado a filas, pero en 1940 es desmovilizado. 
En 1941 obtuvo el doctorado en Matemáticas en la Universidad de París con una tesis dirigida por Elie Cartan y titulada Los sistemas diferenciales de segundo orden que admiten un grupo de Lie. Entonces retomó su labor docente en Le Saulchoir, que ejercerá hasta 1970. De 1961 a 1970 fue profesor en la Pontificia Universidad Lateranense de Roma. En la década de los 50 opuso con firmeza a la Nouvelle Theologie, criticando duramente el sistema de Theilhard de Chardin y denunciando a Yves Congard ante la Sagrada Congregación del Santo Oficio. 
Entre abril y mayo de 1969 redactó -en colaboración con otros 11 teólogos, dirigidos por el arzobispo Marcel Lefebvre- el Breve examen crítico del Novus Ordo Missæ que será firmado por los cardenales Alfredo Ottaviani y Antonio Bacci. Esta acción le valió su despido de la Pontificia Universidad Lateranense junto a su rector, Antonio Piolanti, y otros 15 profesores. Fue profesor en el Seminario de Écône -fundado en 1971 por Marcel Lefebvre- desde 1971 hasta 1977. Ese año fue purgado bajo la acusación de defender tesis sedevacantistas, aunque se verdadera posición era el sedeprivacionismo. Pondrá por escrito esta tesis en varios Cahiers de Cassiciacum publicados entre 1979 y 1981. 

### Episcopado y excomunión
En 1981 fue consagrado obispo por el arzobispo vietnamita Ngo-dinhThuc sin mandato de la Santa Sede, por lo que quedó automáticamente excomulgado.
Murió el 27 de febrero de 1988 en Cosne-sur-Loire (Francia), después de una penosa enfermedad. 

## Posiciones

### Breve examen crítico del Novus Ordo Missæ
Con ocasión de la creación del Novus Ordo Misae (la Misa nueva), aprobado por el Papa Pablo VI en 1969, -que sustituyó en la práctica el rito tradicional de la Misa- 12 teólogos dirigidos por el arzobispo francés Marcel Lefebvre redactaron el Breve examen crítico del Novus Ordo Missæ, que pretendía demostrar la incompatibilidad del nuevo rito con la doctrina católica sobre la Misa y la Eucaristía. Guérard des Lauriers fue el redactor principal. Este escrito fue firmado por los cardenales Alfredo Ottaviani y Antonio Bacci, y presentado al Pontífice. 

### Sedeprivacionismo
Después del Concilio Vaticano II algunos teólogos y files católicos consideraron que muchos clérigos y seglares -con el Papa a la cabeza- había abandonado la doctrina tradicional, por lo que se declararon sedevacantistas, es decir, negaban la autoridad de todos los Papas posteriores al mencionado Concilio por haberse apartado de la doctrina católica. Los consideraban herejes, por lo que no podían ejercer válidamente el ministerio petrino.
Guérard des Lauriers buscó una posición intermedia entre los sedevacantistas, y los que aceptaban el Concilio y el magisterio posterior en su totalidad. Esta posición recibió el nombre de "sedeprivacionismo", que consiste en afirmar que los Papas posconciliares son Pontífices materialiter (materialmente), pero no formaliter (formalmente); es decir, ocupan el trono de San Pedro -por haber sido válida su elección-, pero sus disposiciones no pueden obligar a los fieles en conciencia por haberse apartado de la doctrina de la Iglesia. Fue publicando su posición en los Cahiers de Cassiciacum entre 1979 y 1981, por eso el sedeprivacionismo es llamado "Tesis de  Cassiciacum"

## Distinciones y reconocimeintos
- Miembro de la Société Mathématique de Francia (desde 1930).

## Obras

### Libros:
- Le Mystère du Nombre de Dieu (1940).
- Le statut inductif de la théologie (1942).
- La théologie de S. Thomas et la grâce actuelle (1945).
- La Théologie historique et le développement de la théologie (1946).
- Dimensions de la Foi (1950).
- Le Phénomène humain du P. Teilhard de Chardin (1954).
- L’Immaculé Conception, clef des privilèges de Marie (1955).
- La Mathématique, les mathématiques, la mathématique moderne (1972).
- La présence réelle du Verbe incarné dans les espèces consacrées (1987).

#### Ediciones en castellano:
- "La práctica de la concelebración, ¿'renovación' o subversión?", en: La concelebración. Buenos Aires, 1979, págs. 13-43. Escrito en colaboración con: Joseph de Sainte-Marie, O.C.D., Fra Galdino da Pescarenico, Antonio Pacios, M.S.C., y L-M. Simon.

### Artículos:
- "Le péché et la causalité", en: Bulletin Thomiste 11/3 (1962) 553-637.
- "'El fenómeno humano', del P. Teilhard de Chardin", en: Verbo 30 (1964) 585-597.